# Stiftung Wald und Wild in Mecklenburg-Vorpommern
Die Stiftung Wald und Wild in Mecklenburg-Vorpommern ist eine durch Claus Robert Agte 1998 gegründete gemeinnützige Stiftung mit Sitz in Schildfeld. Im ehemaligen Pferdestall des Forsthofes Schildfeld betreibt die Stiftung ein Schulungs- und Begegnungsstätte. Der Gutswald Rodenwalde mit 650 ha Fläche, davon 470 ha Wald und 180 ha Offenland, im Landkreis Ludwigslust-Parchim, den Agte 1999 erwarb, wurde nach dem Tod Agtes an die Stiftung übertragen.

## Aufgaben
Die Stiftung fördert wildbiologische und forstwissenschaftliche Projekte, engagiert sich für Biotopentwicklung, Landschaftsgestaltung und Artenschutz. Ein weiterer Tätigkeitsschwerpunkt ist die Öffentlichkeitsarbeit, um Verständnis für Wald und Wild, aber auch die Akzeptanz der Jägerschaft zu sichern.

## Schwerpunkte der Arbeit
- Waldbauliche Entwicklungs- und Schutzmaßnahmen
- Jagdliche Hege- und Schutzmaßnahmen im Sinne eines wildverträglichen Waldes und ausgewogener, wildfreundlicher Kulturlandschaften
- Weiterbildung von Förstern und Jägern in Mecklenburg-Vorpommern im Sinne der Erhaltung eines artenreichen Waldbiotops
- Erforschung der natürlichen Zusammenhänge zwischen Wald und Wild
- Erforschung und Förderung der Beziehung des Menschen zu Wald und Wild, insbesondere durch die Unterstützung von Bildungseinrichtungen
- Pflege und Erhaltung der Lehr- und Informationszentren der Landesforstverwaltung Mecklenburg-Vorpommern

## Projekte
Seit 1998 wurden 50 Projekte in MV gefördert.
Die Stiftung unterstützt das Rebhuhnprojekt in der Lewitz. Beim Rebhuhnprojekt wird auf 12.000 ha unter aktiver Mitarbeit von 42 Revierinhabern, 7 Landwirtschaftsbetrieben sowie des Amtes Parchim an einer Stabilisierung und Steigerung der Rebhuhnbestandes gearbeitet. Dabei werden Biotopgestaltungsmaßnahmen, verstärkte Prädatorenbejagung und Auswilderung gezüchteter Rebhühner durchgeführt. Das Rebhuhnprojekt betreibt eine Rebhuhnaufzuchtstation um Rebhuhnketten (Rebhuhn-Familien) auszuwildern.
Seit 2019 läuft ein Forschungsprojekt, das auf Basis umfangreicher Lebensraumanalysen an den Schwarzstorch-Brutplätzen in MV Handlungsempfehlungen zur Verbesserung der Lebensraumsituation des Schwarzstorches in MV zum Ziel hat. Bereits 2011 lief ein Vorläuferprojekt.
Die Stiftung initiierte 1998 ein Telemetrie-Untersuchungsprojekt am Damwild. Die Ergebnisse von 1999 bis 2010 wurden 2010 im Buch Untersuchungen zur Raumnutzung des Damwildes publiziert.

## Publikationen
- Die Ethik in der Jagd. Nordwest Media Verlag, Grevesmühlen 2005
- Unser Damwild in Mecklenburg-Vorpommern. Nordwest Media Verlag, Grevesmühlen 2006